# Pößnecker Musikanten
Pößnecker Musikanten war eine volkstümliche Thüringer Musikformation, welche durch zahlreiche Konzerttourneen und als Stammgäste der TV-Unterhaltungsshow Oberhofer Bauernmarkt bekannt wurde.

## Geschichte
Pößnecker Musikanten wurde 1965 in der ostthüringischen Stadt Pößneck vom Klarinettisten, Saxophonisten und Orchesterleiter Heinz Pitschmann als Amateurgruppe gegründet.
Musiziert wurde in der Besetzung Klarinette, Trompete, Akkordeon, Kontrabass/Tuba, Gitarre, Schlagzeug.
Die Arrangements orientierten sich am Oberkrainer-Stil von Slavko Avsenik, was zur damaligen Zeit im Osten Deutschlands ein absolutes Novum war. Diverse Titel enthalten auch musikalische Elemente des Dixieland, wobei Klarinette und Akkordeon oft solistisch eingesetzt wurden. Dies führte zu einer sehr speziellen Klangfarbe, die es so bisher nicht gab.
1968 kam die Sängerin Ellen Sander dazu, ihre markante, unverwechselbare Stimme wurde bald zum Markenzeichen der Pößnecker Musikanten. Die ersten Titel wurden für den Rundfunk der DDR beim Sender Weimar produziert, Anfang der 1970er Jahre erschien die erste Schallplatte. Von da an ging es steil bergauf, in relativ kurzer Zeit wurde ein hoher Bekanntheitsgrad erreicht.
Neben Herbert Roth und seinem Ensemble waren die Pößnecker Musikanten eine der ersten professionell arbeitenden volkstümlichen Musikformationen der DDR.
Besondere Verdienste erwarb sich die Gruppe durch die Pflege und Popularisierung des
deutschen Volksliedgutes. Ihre musikalische Stilistik fand in der volkstümlichen Musikszene der DDR zahlreiche Nachahmer. Später sang Ellen Sander auch im Duo mit Frank Düsterdick, der erstmals auf der 1986 erschienenen LP zu hören ist.
Gaby Albrecht begann ihre musikalische Karriere bei den Pößnecker Musikanten und löste Ende der 1980er Jahre Ellen Sander als Sängerin ab.
Ab 1989 wurden nach völliger Neubesetzung dem allgemeinen Trend folgend volkstümliche Schlager interpretiert, die mit der ursprünglichen, originellen Musizierweise keinerlei Ähnlichkeit mehr hatten. Wenig später löste sich die Formation auf. „Pößnecker Musikanten“ ist seit 2006 eine geschützte Wortmarke, laut Webseite des Markeninhabers gab oder gibt es ein Duo unter dem Namen. Über ein eventuelles Comeback in voller Besetzung ist jedoch nichts bekannt.

## Diskografie (Auszug)
LPs:
- 1970: Heut’ laden wir euch ein (VEB Deutsche Schallplatten Berlin)
- 1972: Frisch aufgespielt (VEB Deutsche Schallplatten Berlin)
- 1973: Mein liebes Thüringen (Philips)
- 1978: Wir sind die Pößnecker Musikanten (VEB Deutsche Schallplatten Berlin)
- 1986: Hoch auf dem gelben Wagen (VEB Deutsche Schallplatten Berlin)

CDs:
- 1990: Hoch auf dem gelben Wagen (Dorado)
- 1990: Frei wie der Wind